# Октябрська (селище, Верхньокамський район)
Октя́брська (рос. Октябрьская) — селище у складі Верхньокамського району Кіровської області, Росія. Входить до складу Лісного міського поселення.
Населення становить 1 особа (2010, 8 у 2002).
Національний склад станом на 2002 рік — росіяни 62 %.